# Karin Frey
Karin Frey (* 1943 in Berlin) ist eine deutsche Schauspielerin.

## Leben und Wirken
Sehr oft war sie in Krimiserien wie Derrick oder Anwalt Abel zu sehen. Außerdem spielte sie in den Serien Solange es die Liebe gibt (Sat.1, 13 Folgen, Familienserie von Albert Sandner) und Ausgerissen! Was nun? (Familienreihe von Walter Kausch).

## Filmografie (Auswahl)
- 1972: Herr Soldan hat keine Vergangenheit
- 1972–1979: Tatort (Fernsehreihe)
  - 1972: Kennwort Fähre
  - 1979: Zweierlei Knoten
- 1977–1978: Polizeiinspektion 1 (Fernsehserie)
  - 1977: Weiberleut
  - 1978: Bitte ein Autogramm
- 1978: Ausgerissen! Was nun?
- 1978–1993: Derrick (Fernsehserie)
  - 1978: Abitur
  - 1980: Hanna, liebe Hanna
  - 1993: Die Nacht mit Ariane
  - 1993: Langsamer Walzer
- 1979: Der Willi-Busch-Report
- 1980: Aktenzeichen XY ... ungelöst (Folge vom 8. Februar 1980 – Fall: „Mord an Erika A. (Sportplatz-Mord)“)
- 1983: Die Krimistunde (Fernsehserie, Folge 5, Episode: „Auch große Männer können sterben“)
- 1983: Unsere schönsten Jahre
- 1989: Forsthaus Falkenau: Fernweh
- 1990: Hotel Paradies (drei Folgen)
- 1992: Deutschfieber
- 1996: Solange es die Liebe gibt
- 1997: Ein Mord für Quandt: Das Kind
- 1999: Anwalt Abel: Die Mörderfalle